# Theresa Bielowski

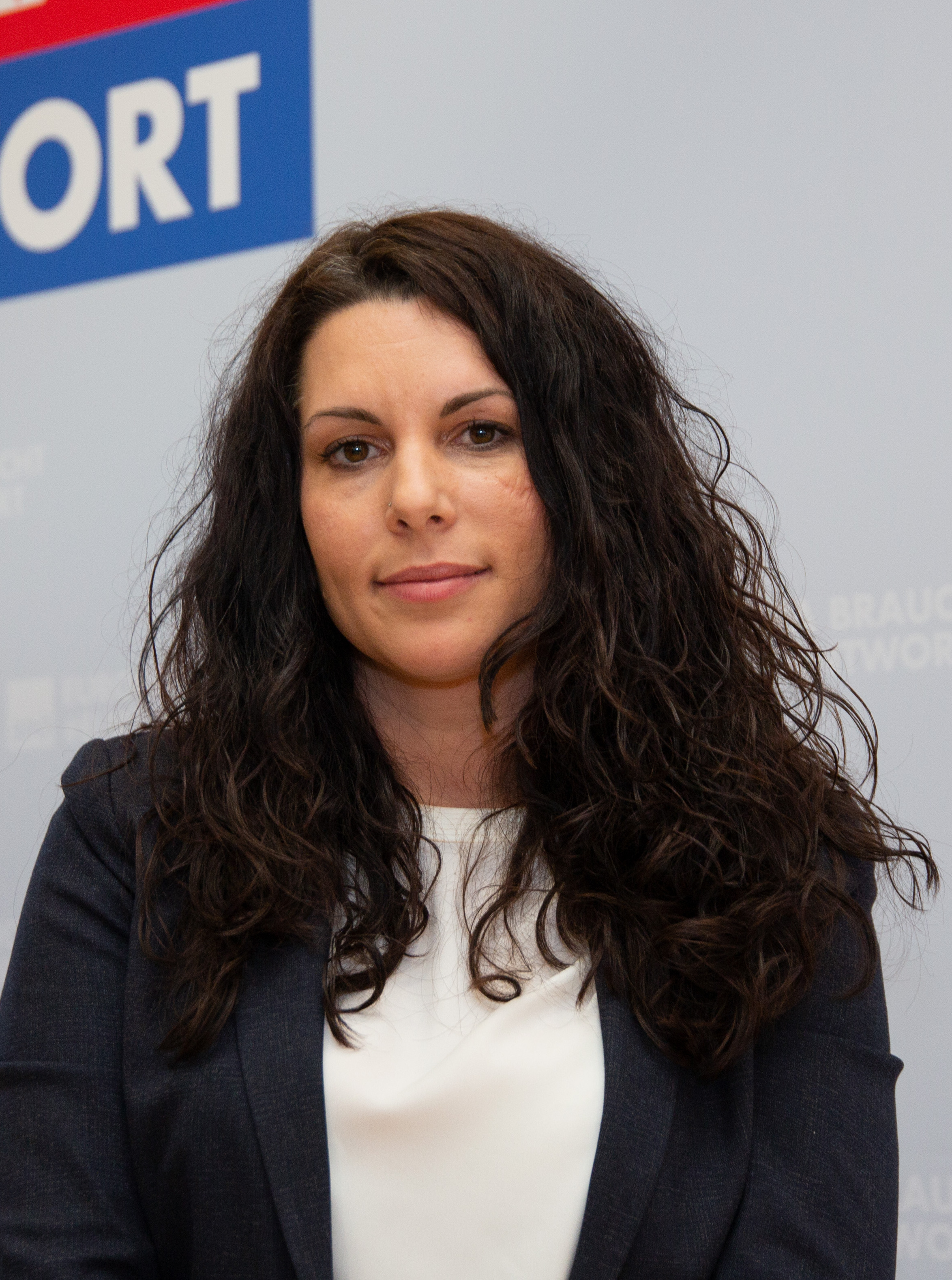
Theresa Muigg (2019)

Theresa Bielowski, bis 22. Dezember 2022 Theresa Muigg, (* 15. Juni 1984 in Schwaz in Tirol) ist eine österreichische Politikerin der Sozialdemokratischen Partei Österreichs (SPÖ). Von Oktober 2022 bis Juli 2024 war sie Abgeordnete im Europäischen Parlament.

## Leben
Theresa Muigg studierte Erziehungswissenschaften, Gender, Kultur & Sozialer Wandel. Ihr Studium schloss sie 2017 mit einer Masterarbeit über Einflussfaktoren und Beweggründe der Berufswahl junger weiblicher Lehrstellensuchender in Tirol aus der Perspektive professioneller Berufsberatung an der Universität Innsbruck ab. Von 2005 bis 2022 war sie beim Arbeitsmarktservice (AMS) Tirol angestellt.
Sie ist Bundesvorstandsmitglied der SoHo Österreich und setzt sich für Frauen- und LGBTQI*-Rechte ein.

## Europäisches Parlament
Bei der Europawahl 2019 kandidierte sie als Spitzenkandidatin der SPÖ Tirol auf dem bundesweit zehnten Listenplatz und erhielt 2.841 Vorzugsstimmen. Am 10. Oktober 2022 rückte sie für Bettina Vollath ins 9. Europäische Parlament nach, wo sie volles Mitglied im Ausschuss für bürgerliche Freiheiten, Justiz und Inneres (LIBE), und stellvertretendes Mitglied des Rechtsausschusses (JURI) und des Unterausschusses für Menschenrechte (DROI) wurde. Im November 2022 wurde sie zur stellvertretenden Vorsitzenden der Albanien-Delegation des EU-Parlaments gewählt.
Als Mitglied des LIBE-Ausschusses ist sie auch Teil der Frontex Scrutiny Working Group (FSWG), die erstmals 2021 eingerichtet wurde. Das Mandat der Gruppe bezieht sich auf die Überwachung der Funktionsweise von Frontex, insbesondere was die korrekte Anwendung der EU-Rechtsvorschriften angeht. Wichtige Themen sind dabei die Einhaltung der Grundrechte, die Agentur-interne Verwaltung, Transparenz und Rechenschaftspflicht und der Umgang mit personenbezogenen Daten.
Ihre Kandidatur für die EU-Wahl 2024 als SPÖ-Spitzenkandidatin in Tirol sowie auf Platz acht der SPÖ-Bundesliste zog sie aus persönlichen Gründen zurück. An ihrer Stelle wurde Eva Steibl-Egenbauer nominiert.